# Salix lanifera
Salix lanifera är en videväxtart som beskrevs av C.F. Fang och S.D. Zhao. Salix lanifera ingår i släktet viden, och familjen videväxter. Inga underarter finns listade i Catalogue of Life.